# John H. Sinfelt
John Henry Sinfelt (* 18. Februar 1931 in Munson, Pennsylvania; † 28. Mai 2011 in Morristown, New Jersey) war ein US-amerikanischer Chemieingenieur.
Er studierte an der Pennsylvania State University mit dem Bachelor-Abschluss 1951 und an der University of Illinois, an der er 1953 seinen Master-Abschluss erhielt und 1954 als Chemieingenieur promoviert wurde. 1954 ging er zur Standard Oil Development Company (heute Exxon Research and Engineering). 1957 wurde er dort Gruppenleiter, 1962 Research Associate, 1968 Senior Research Associate, 1972 Scientific Advisor und 1979 Senior Scientific Advisor. 1996 ging er in den Ruhestand. 
Er verbesserte bei Standard Oil das Katalytische Reforming des Erdöls, indem er die Katalyse-Methode von Vladimir Haensel (ebenfalls Standard Oil), basierend auf Platin-Katalysatoren, verbesserte unter Hinzuziehung eines weiteren Metall-Katalysators. Sein Platin-Iridium-Katalysator ermöglichte die kostengünstige Herstellung von Benzin hoher Oktanzahl, was Bleizusatz überflüssig machte. Besonderes dringlich war dies nach einem Erlass der Umweltbehörden der USA 1973 zur Verringerung des Bleianteils. Er erhielt auf das Verfahren ein Patent. Ähnliche Verfahren entwickelten dann auch die anderen großen Ölgesellschaften.
1979 erhielt er die National Medal of Science, 1984 die Perkin Medal, 1988 den Chemical Pioneer Award und 1977 den Dickson Prize in Science. 1976 erhielt er den Petroleum Chemistry Award der American Chemical Society und 1986 den E. V. Murphree Award in Industrial and Engineering Chemistry. Er war Mitglied der National Academy of Sciences (seit 1979), der National Academy of Engineering, der American Academy of Arts and Sciences und der American Philosophical Society (seit 1994).
1981 erhielt er einen D. Sc. der University of Illinois. 1969 war er Gastprofessor an der University of Minnesota.

## Schriften
- Catalysis: An Old but Continuing Theme in Chemistry, Proceedings of the American Philosophical Society 143, 1999, S. 388–399